# Neosalanx oligodontis
Neosalanx oligodontis är en fiskart som beskrevs av Chen, 1956. Neosalanx oligodontis ingår i släktet Neosalanx och familjen Salangidae. Inga underarter finns listade i Catalogue of Life.